# Fredrik Gustaf Östman
Fredrik Gustaf Östman, född 29 december 1834, död 29 december 1868 i Hedvig Eleonora församling, Stockholms stad, var en svensk basunist.
Östman tjänstgjorde vid Svea livgarde under åren 1846-1858, han blev där utnämnd till hautboist 1857. Han var anställd vid hovkapellet 1863-1868 med skyldighet att även spela fagott. Under samma period tjänstgjorde han även i teaterorkestern på Dramatiska teatern. Fredrik Gustaf Östman var bror till hornisten Carl Otto Östman.